# L'Invaincu (roman)
Pour les articles homonymes, voir L'Invaincu (homonymie).
L'Invaincu (titre original : en anglais The Unvanquished) est un roman de William Faulkner paru en 1938. L'action se situe durant la Guerre de Sécession dans le Comté imaginaire de Yoknapatawpha et raconte l'histoire de la famille Sartoris (qui apparut pour la première fois dans le roman Sartoris). Pour sa retraduction en Bibliothèque de la Pléiade (1955), le roman est retitré Les Invaincus au pluriel (tel qu'il figure dans le texte).

## Composition
L'Invaincu a été publié pour la première fois en entier en 1938 mais il se compose de sept nouvelles qui avaient été publiées (sauf une) auparavant séparément dans le Saturday Evening Post. Lors de la publication sous forme de roman, Faulkner revisa ces textes et en ajouta un septième:
- Ambuscade (29 septembre 1934)
- Retreat (13 octobre 1934)
- Raid (3 novembre 1934)
- Drusilla (titrée Skirmish at Sartoris dans le roman), publiée dans le Scribner's Magazine (avril 1935)
- L'Invaincu (qui a donné son nom au roman, et dans lequel le titre est Riposte in Tertio) (14 novembre 1936)
- Vendée (5 décembre 1936)
- An Odor of Verbena (jamais publié auparavant)

En effet L'Invaincu se lit comme un roman, le roman de formation du jeune Bayard Sartoris, le fils du légendaire John Sartoris. Il s'agit de chroniques du temps de la Guerre de Sécession (dont l'ombre plane sur presque tous les livres de Faulkner). La guerre est vue à travers le regard d'un très jeune adolescent, trop jeune pour pouvoir y prendre part. Le roman aborde plutôt les "dommages collatéraux" : la faim, les destructions matérielles, la mort d'êtres chers qui se passent surtout au loin et qu'on apprend bien après. Les femmes sont les personnages forts de ces récits : Drusilla, tante Louisa et surtout Rosa Millard ("Granny"). Cette chronique de guerre loin des champs de bataille est une impitoyable condamnation de la violence et de la folie des hommes indifférents à la souffrance qu'ils peuvent infliger. 

## Éditions françaises
- L'Invaincu, traduit de l'anglais par René-Noël Raimbault et Ch.-P. Vorce, 288 pages, 118 x 185 mm. Collection Du monde entier, Gallimard, 1949  (ISBN 2070223302).
- Les Invaincus, traduit de l'anglais par Maurice-Edgar Coindreau, dans Œuvres Romanesques II, collection Bibliothèque de la Pléiade, Gallimard, 1955.
- L'Invaincu, 288 pages sous couverture illustrée, illustrations, 108 x 178 mm. Collection Folio (no 2184), Gallimard, 1990  (ISBN 2070382745).